# Robert Curl
Robert Floyd Curl, Jr. (Alice, 23 de agosto de 1933 - 3 de julho de 2022) foi um químico estadunidense.
Conjuntamente com Harold Kroto e Richard Smalley, foi agraciado com o Nobel de Química de 1996 pela sua descoberta dos fulerenos.
Mediante experiências com laser com grafite a mais de 104 °C, descobriu a alotropia do carbono, em 1996.

## Carreira científica
Curl foi bolsista de pós-doutorado na Universidade de Harvard com E. B. Wilson, onde usou a espectroscopia de microondas para estudar as barreiras de rotação das moléculas. Depois disso, ingressou no corpo docente da Rice University em 1958. Herdou o equipamento e os alunos de pós-graduação de George Bird, um professor que estava saindo para trabalhar na Polaroid. A pesquisa inicial de Curl envolveu a espectroscopia de micro-ondas do dióxido de cloro. Seu programa de pesquisa incluiu experimentos e teoria, principalmente focado na detecção e análise de radicais livres usando espectroscopia de microondas e lasers sintonizáveis. Ele usou essas observações para desenvolver a teoria de sua estrutura fina e estrutura hiperfina, bem como informações sobre sua estrutura e a cinética de suas reações.

## Pesquisa posterior
Os interesses de pesquisa posteriores de Curl envolveram a química física, o desenvolvimento de instrumentação de genotipagem e sequenciamento de DNA e a criação de sensores fotoacústicos para gases traços usando lasers de cascata quântica. Ele é conhecido na vida universitária residencial na Universidade Rice por ser o primeiro mestre do Lovett College.
Curl se aposentou em 2008 aos 74 anos, tornando-se Professor Universitário Emérito, Professor Emérito Pitzer-Schlumberger de Ciências Naturais e Professor Emérito de Química na Universidade Rice.

## Prêmios e honrarias
- Prêmio James C. McGroddy para Novos Materiais 1992
- Nobel de Química 1996

## Publicações selecionadas
Artigos do jornal:
- Curl, Robert (1997). «Dawn of the fullerenes: experiment and conjecture». Reviews of Modern Physics. 69 (3): 691–702. Bibcode:1997RvMP...69..691C. doi:10.1103/RevModPhys.69.691

Relatórios técnicos:
- Curl, R. F. and G. P. Glass. "Infrared Absorption Spectroscopy and Chemical Kinetics of Free Radicals. Final Performance Report, August 1, 1985 – July 31, 1994," National Accelerator Laboratory, Rice University, United States Department of Energy, (June 1995).
- Curl, R. F. and G. P. Glass. "Infrared Absorption Spectroscopy and Chemical Kinetics of Free Radicals, Final Technical Report," Rice University, United States Department of Energy, (November 2004).